# José Liberato Freire de Carvalho
José Liberato Freire de Carvalho (Quinta de Monte São, São Martinho do Bispo, 20 de Julho de 1772 – Lisboa, 31 de Março de 1855) foi um frade da Ordem dos Cónegos Regrantes da Santa Cruz que depois de egresso foi jornalista e intelectual de relevo e um dos políticos portugueses mais marcantes do século XIX. Exerceu as funções de deputado às Cortes e de redactor do jornal oficial, a Gazeta de Lisboa. Foi um dos editores dos jornais da emigração liberal portuguesa em Londres e é autor de uma extensa obra sobre a história política de Portugal e da Europa. Foi eleito sócio da Academia Real das Ciências de Lisboa em 14 de Dezembro de 1836. Com o nome simbólico de Spartacus, foi membro da Maçonaria, sendo em 1804 eleito Grande Orador do Grande Oriente Lusitano e posteriormente dirigente interino da Maçonaria do Sul (1834-1835).

## Biografia
Nasceu em Monte São, freguesia de São Martinho do Bispo, arredores de Coimbra, filho do Dr. Aires António Antunes Freire, mordomo da Universidade de Coimbra, e de sua esposa Maria Joaquina Freire de Carvalho. Baptizado como José Ferreira de Carvalho, foi o segundo dos cinco filhos e duas filhas do casal e, tal como um dos seus irmãos, que viria a ser D. António da Visitação Freire de Carvalho, ingressou por influência paterna na Ordem dos Cónegos Regrantes de Santo Agostinho no Mosteiro de Santa Cruz de Coimbra. No caso de José, o ingresso ocorreu em 1787, quando tinha apenas 15 anos de idade e concluíra em Coimbra, com a ajuda de um mestre particular espanhol, os seus estudos preparatórios de latim.
No convento coimbrão estudou Filosofia e Teologia, mas manteve-se atento ao que acontecia na Europa, particularmente aos ecos da Revolução Francesa que recebia através de um seu irmão, frade no Convento de Grijó, que tinha acesso ao Courier de l'Europe, um periódico franco-britânico. Sem particular vocação para a vida monástica, pediu e obteve transferência para o Mosteiro de Refóios do Lima, um ambiente menos disciplinador. Terminados os estudos teológicos, em 1795 recebeu em Braga as primeiras ordens sacras, sendo oficiante D. frei Caetano Brandão. Por essa altura já era conhecida a inteligência e brilho intelectual do jovem, sendo estimado pela sua comunidade. Apesar de não ter particular vocação para a vida religiosa, continuou o seu percurso monástico, sendo ordenado presbítero, novamente em Braga e por D. frei Caetano Brandão, e adoptando o nome religioso de D. José do Loreto.
Permaneceu em Refóios do Lima até ao ano de 1800, ano em que foi nomeado professor de Lógica na escola anexa ao Convento de São Vicente de Fora, em Lisboa. Esta nomeação, conseguida por influência de seu irmão D. António da Visitação Freire de Carvalho, que já era ali professor, foi também o reconhecimento do saber que já demonstrara ao traduzir a obra La Logique ou l’art de penser (A Arte de Pensar) de Étienne Bonnot de Condillac, que, em colaboração com o mesmo irmão, editara em Coimbra com sucesso tal que todos os exemplares foram vendidos.
Chegado a Lisboa, ganhou acesso à excelente biblioteca do Convento de São Vicente de Fora e estabeleceu contacto com a melhor intelectualidade da época, tendo privado, entre outros, com Gomes Freire de Andrade, Bento Pereira do Carmo e Manuel Maria Barbosa du Bocage. As suas ideias libertárias levaram-no a integrar-se nos círculos pró-liberais e maçónicos, filiando-se na Loja Fortaleza do Grande Oriente Lusitano, onde, significativamente, adoptou o nome simbólico de Spartacus.
Nos anos imediatos dedicou-se com afinco aos estudos filosóficos, lendo os autores contemporâneos e desenvolvendo as suas capacidades intelectuais. Para além da Lógica passou a ensinar Retórica e Eloquência. Este processo foi interrompido em 1804 pela doença e falecimento de seu irmão D. António da Visitação, vítima de uma pneumonia. Este acontecimento causou-lhe grande consternação e obrigou-o a uma estadia com os familiares em Coimbra e na Figueira da Foz, onde fez uma cura de banhos de mar.
Regressado a Lisboa, assumiu as funções de grande orador do Grande Oriente Lusitano, que entretanto se organizara para enquadrar as lojas maçónicas existentes. Com data de 21 de Novembro de 1804 foi feito sócio da Academia Real das Ciências de Lisboa, sucedendo no lugar ao seu falecido irmão. Contudo, a sua permanência em Lisboa foi curta, pois o seu relacionamento com Hipólito José da Costa acabou por atrair as atenções da Santa Inquisição e foi obrigado a abandonar o Mosteiro de São Vicente de Fora e a recolher-se ao Mosteiro de Grijó. Naquele convento permaneceu até 1808, exilado por ordem da Intendência de Polícia de Lisboa, apesar de inúmeras diligências feitas junto dos poderes políticos em Lisboa e mesmo junto do Príncipe Regente D. João.
Desencadeada a Guerra Peninsular com a invasão de Portugal pelas forças francesas e tendo ocorrido a transferência da corte portuguesa para o Brasil (1808-1821), foi finalmente autorizado a regressar a Lisboa, onde encontrou o Mosteiro de São Vicente de Fora a servir de alojamento a numerosos oficiais franceses. Como conhecesse a língua francesa, teve importante papel no relacionamento entre a Ordem e as autoridades de ocupação francesas, incluindo no suborno dos oficiais encarregados de impor as contribuições para suporte das forças de ocupação, reduzindo substancialmente o valor do tributo a pagar pelo Mosteiro. Este bom relacionamento criou a fama de que seria pró-francês, razão pela qual após a Convenção de Sintra e a subsequente partida dos franceses e ocupação de Lisboa pelos britânicos, foi novamente obrigado a deixar Lisboa e a procurar refúgio junto dos seus familiares em Coimbra. A partida ocorreu em Maio de 1809, após a vaga de prisões com que a Regência do Reino pretendeu criar condições de segurança a crescida face à entrada em Portugal das forças da Segunda Invasão Francesa, comandadas pelo general Nicolas Jean-de-Dieu Soult.
Permaneceu com os seus familiares em Coimbra, alegando doença, até 1810, ano em que, por ser membro da Maçonaria, foi incluído na lista dos presos da Setembrizada, que a 18 de Setembro de 1810 foram embarcados na fragata Amazona e desterrados para a ilha Terceira, onde chegaram a 25 daquele mês. Escapou por estar em Coimbra, mas ficou impedido de regressar a Lisboa, temendo ser preso e deportado.
No entretanto, ainda nesse mês de Setembro e após a batalha do Buçaco, foi feito refém em Coimbra pelas forças do general André Masséna e forçado a acompanhar o exército francês em marcha até Santarém e dali até Torres Novas. Depois de um período de doença, seguiu com o exército francês até Pombal e Condeixa, tendo em finais de Março de 1811 conseguido fugir aos seus captores quando pernoitava na Foz de Arouce. Depois de algum tempo preso na cadeia da Universidade de Coimbra, acusado de ter acompanhado os franceses, foi libertado e passou a viver com familiares em Coimbra. Contudo, a sua liberdade duraria pouco, pois foi preso às ordens da Regência do Reino e colocado incomunicável no Mosteiro de Santa Cruz. Permaneceu preso em Santa Cruz, embora tendo como menagem todo o Convento e quinta anexa, até meados de 1813, aproveitando o tempo para fazer uma tradução portuguesa dos Anais de Tácito.
Em Agosto de 1813, sem nunca ter sido julgado, foi mandado para o Mosteiro de Refóios do Lima, proibido de contactar qualquer pessoa fora da comunidade de frades que ali habitava. Quando passava pelo Porto, por sugestão e com a ajuda de José Ferreira Pinto Basto, recebeu um passaporte passado em nome de um pretenso criado de um negociante inglês e com ele chegou à Corunha onde embarcou com destino a Londres. Na Corunha recebeu um novo passaporte, passado pelo cônsul britânico: escolheu então como nome José Liberato Freire de Carvalho, nome que conservaria para o resto da sua vida. A adição do nome Liberato marcou a sua alforria, que acompanhou pelo abandono dos títulos e usos eclesiásticos, considerando-se daí em diante desobrigado dos seus votos.
Em Londres dedicou-se ao jornalismo e em 1814 passou a ser redactor de O Investigador Português em Inglaterra, um periódico de grande influência entre os emigrados portugueses no Reino Unido e mesmo junto das elites portuguesas. Quando o duque de Palmela pretendeu fazer do periódico o órgão oficial do governo português no exílio, recusou, o que levou à suspensão da comparticipação que o mantinha. Fundou então O Campeão Português, um periódico que ganhou extrema importância durante o período que antecedeu a Revolução Liberal do Porto.
Após a implantação do regime liberal em Portugal, chegou a Lisboa em 1821, sendo convidado para ingressar na carreira diplomática. Não aceitou, optando por um lugar de adido no Ministério dos Negócios Estrangeiros, cargo que manteve por pouco tempo. Entretanto reingressou no Grande Oriente Lusitano, adoptando o nome simbólico de Camarino Dirceu.
Fundou em Lisboa o periódico que intitulou de O Campeão Português em Lisboa, manifestando grande independência editorial. Nele deu voz às suas críticas às circunstâncias que haviam conduzido à independência do Brasil e ao papel que nelas tivera o príncipe D. Pedro de Bragança, o futuro D. Pedro IV de Portugal.
Foi eleito deputado para as Cortes de 1822-1823, pelo círculo de Viseu, tendo prestado juramento a 22 de Novembro de 1822. Contudo, na sequência da Vilafrancada foi enviado para a sua casa da Quinta de Monte São, em São Martinho do Bispo com residência fixa. Foi indultado em 1824, mas recusou qualquer participação na vida política até 1826, apenas saindo de São Martinho do Bispo após a outorga da Carta Constitucional da Monarquia Portuguesa de 1826. A sua participação naquela legislatura, que terminou a 3 de Junho de 1823, foi discreta.
Durante o período seguinte aproximou-se de João Oliveira e Daun, o futuro marechal Saldanha, a quem se aliaria durante o resto da sua carreira política. Retomou então o seu lugar no Ministério dos Negócios Estrangeiros e foi nomeado redactor da Gazeta de Lisboa, o órgão oficial do governo português.
Com a subida ao poder de D. Miguel I de Portugal foi obrigado a passar à clandestinidade, mantendo-se assim até 1828, ano em que conseguiu regressar ao exílio em Londres. Aí voltou a dedicar-se ao jornalismo e à produção panfletária, assumindo um papel determinante na mobilização dos emigrados liberais em Inglaterra no período inicial da Guerra Civil Portuguesa (1828-1834). Passou depois, na companhia de Saldanha, a Paris, tendo depois integrado as forças liberais que vieram reforçar os liberais sitiados no Porto, onde chegou em princípios de 1833.
Terminada a Guerra Civil, regressou a Lisboa, onde foi nomeado 2.º grão-mestre interino do Oriente Saldanha ou Maçonaria do Sul, de aliança saldanhista, cargo que exerceu nos anos de 1834 e 1835.
Em 1836 passou a ser membro da Sociedade Patriótica Lisbonense. Simultaneamente foi eleito deputado às Cortes pelo círculo da Madeira, para a legislatura que começou a 15 de Agosto de 1834 e terminou a 4 de Junho de 1836, tomando assento no parlamento a 4 de Outubro de 1834. Nesta legislatura destacou-se na discussão da lei de liberdade de imprensa, recusando a interferência dos poderes públicos no jornalismo. Foi encarregado de redigir o Auto de Exclusão de D. Miguel.
Até à Revolução de Setembro (1836) foi arquivista da Câmara dos Pares do Reino, sendo então nomeado, por Manuel da Silva Passos, presidente Comissão Administrativa da Imprensa Nacional, cargo que exerceu até 1838. Após a revolução, foi eleito deputado às Cortes constituintes de 1837-1838, pelo círculo de Lisboa, tendo participado activamente na discussão da Constituição Portuguesa de 1838, votando com a facção mais radical.
Apesar de ter sido eleito deputado pelo círculo de Lisboa para a legislatura de 1838-1840, a partir de 1838 retirou-se progressivamente da vida pública, dedicando-se às letras e à Academia Real das Ciências de Lisboa, de que foi um dos mais assíduos académicos. Ainda assim, subscreveu com outros deputados setembristas uma proposta de lei visando alterar a lei eleitoral então vigente.
Destacando-se pela sua independência e desapego aos bens materiais, rejeitou todas as prebendas e vantagens que lhe foram oferecidas, tendo falecido pobre. Deixou uma vasta obra histórica, política e autobiográfica, sendo considerado como um dos principais ideólogos do primeiro liberalismo português, particularmente pela sua influência sobre a imprensa durante a fase da emigração liberal em Inglaterra e França.